# Conflata haglundi
Conflata haglundi är en insektsart som först beskrevs av Melichar 1901.  Conflata haglundi ingår i släktet Conflata och familjen Flatidae.
Artens utbredningsområde är Kamerun. Inga underarter finns listade i Catalogue of Life.